# Craigdallic-Nunatak
Der Craigdallic-Nunatak (spanisch Nunatak Craigdallic) ist ein Nunatak an der Oskar-II.-Küste des Grahamlands auf der Antarktischen Halbinsel. Er ist einer der zahlreichen Nunatakker auf der Jason-Halbinsel und ragt unmittelbar östlich des Montero-Nunataks auf.
Argentinische Wissenschaftler benannten ihn. Der weitere Benennungshintergrund ist nicht überliefert.